# Benson-Gletscher
Der Benson-Gletscher ist ein Gletscher an der Scott-Küste des ostantarktischen Viktorialands. Er fließt vom Ostteil des Flight-Deck-Firnfelds in nordöstlicher Richtung zwischen dem Fry- und dem Mackay-Gletscher zum nördlichen Abschnitt des Granite Harbor.
Die neuseeländische Nordgruppe der Commonwealth Trans-Antarctic Expedition (1955–1958) kartierte ihn 1957 als Teil des Midship-Gletschers und benannte ihn nach dem neuseeländischen Geologen William Noel Benson (1885–1957) von der University of Otago, der bedeutende Beiträge zur Petrologie Viktorialands leistete.